# Veľká Franková
Veľká Franková (deutsch Großfrankenau oder Großfrankowa, ungarisch Nagyfrankvágása – bis 1892 Nagyfrankova) ist eine Gemeinde im Norden der Slowakei mit 333 Einwohnern (31. Dezember 2024). Sie gehört zum Okres Kežmarok, einem Teil des Prešovský kraj und wird zur traditionellen Landschaft Zips gezählt.

## Geographie

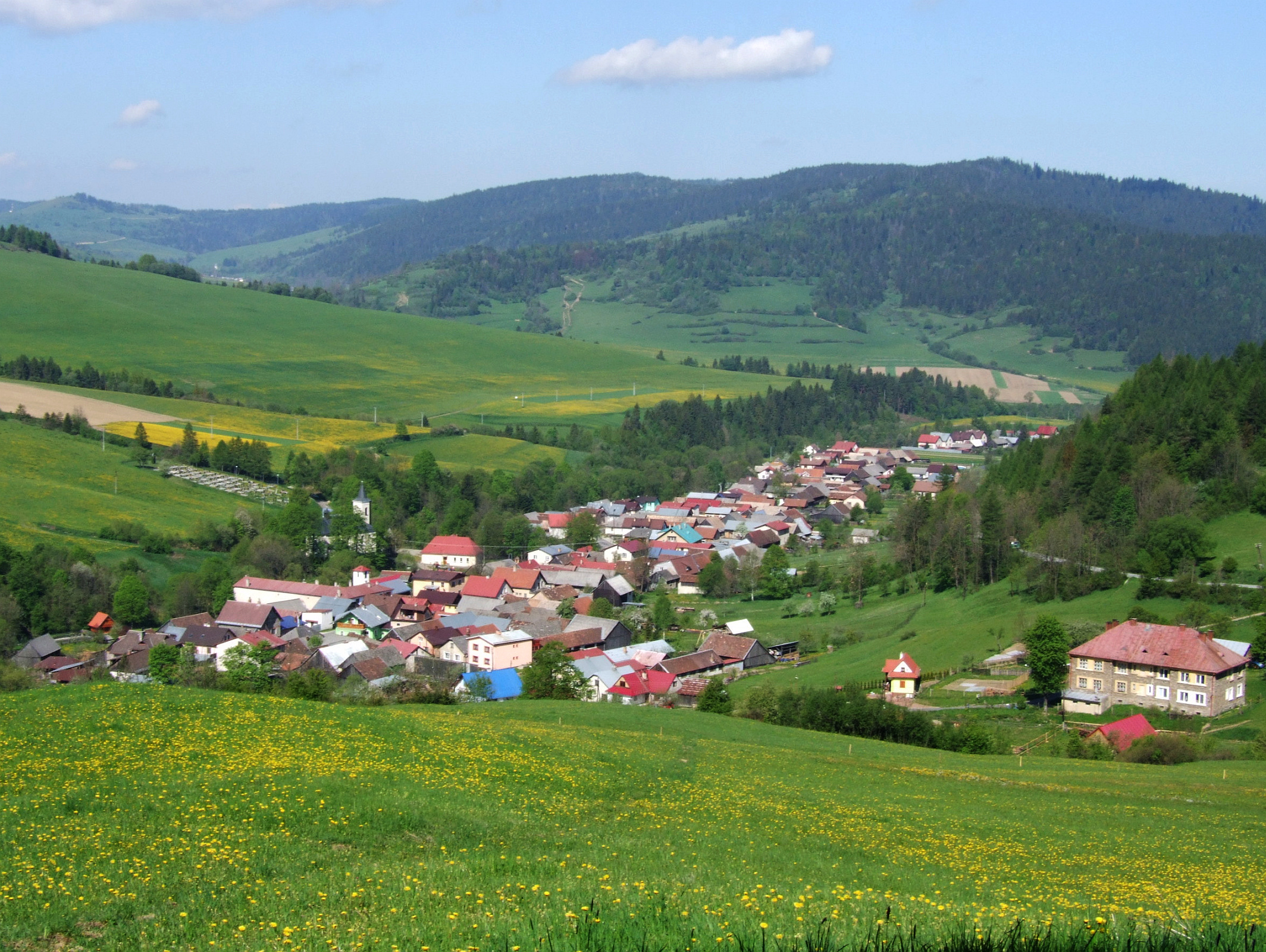
Gesamtansicht von Veľká Franková

Die Gemeinde befindet sich in der Zipser Magura im Tal des Baches Frankovský potok im Einzugsgebiet des Dunajec und unmittelbar an der polnischen Grenze. Das Ortszentrum befindet sich auf einer Höhe von 664 m n.m. und ist elf Kilometer von Spišská Stará Ves sowie 35 Kilometer von Kežmarok entfernt.
Nachbargemeinden sind Łapsze Niżne (Ortschaft Kacwin, PL) im Norden, Matiašovce im Nordosten, Spišské Hanušovce im Osten, Jezersko im Südosten, Malá Franková im Süden und Osturňa im Westen.

## Geschichte
Veľká Franková wurde zum ersten Mal 1296 als Frankfalva schriftlich erwähnt und wurde von Frank Berzeviczy, einem hochrangigen Mitglieder des Geschlechts Berzeviczy gegründet. 1396 wurde das Dorf dem Kartäuser-Kloster am Zufluchtsfelsen (im heutigen Slowakischen Paradies), einige Zeit danach dem Kloster im heutigen Dorf Červený Kláštor geschenkt; das letztgenannte war bis zum 18. Jahrhundert Besitzer. 1787 zählte man 69 Häuser und 469 Einwohner und 1828 77 Häuser und 565 Einwohner, die vorwiegend in Landwirtschaft beschäftigt waren. Andere Einwohner waren als Hirten und Holzfäller tätig.
Bis 1918 gehörte der im Komitat Zips liegende Ort zum Königreich Ungarn und kam danach zur Tschechoslowakei beziehungsweise heute Slowakei.
Von 1979 bis 1990 war Veľká Franková mit Malá Franková zur Einheitsgemeinde Franková zusammengeschlossen.

## Bevölkerung
| Jahr                | 1994 | 2004    | 2014    | 2024    |
| ------------------- | ---- | ------- | ------- | ------- |
| Anzahl der Personen | 354  | 378     | 351     | 333     |
| Unterschied         |      | +6,77 % | −7,14 % | −5,12 % |

| Jahr                | 2023 | 2024    |
| ------------------- | ---- | ------- |
| Anzahl der Personen | 335  | 333     |
| Unterschied         |      | −0,59 % |

Gemäß der Volkszählung 2011 wohnten in Veľká Franková 351 Einwohner, davon 347 Slowaken, zwei Ukrainer und jeweils ein Pole und Tscheche. 314 Einwohner gehörten zur römisch-katholischen Kirche und drei Einwohner zur griechisch-katholischen Kirche. Sechs Einwohner waren konfessionslos und bei 28 Einwohnern wurde die Konfession nicht ermittelt.
Ergebnisse nach der Volkszählung 2001 (381 Einwohner):
| Nach Ethnie: - 97,11 % Slowaken - 0,26 % Polen | Nach Konfession: - 97,38 % römisch-katholisch - 0,79 % andere - 0,79 % griechisch-katholisch - 0,79 % keine Angabe |

## Bauwerke
- römisch-katholische Kirche im klassizistischen Stil aus dem Jahr 1784